# Kawasaki Z 400
Kawasaki Z 400 ist ein Motorradmodell der japanischen Kawasaki Heavy Industries.

## Geschichte
Das Modell (Z 400 D) wurde im Jahr 1973, zwei Monate nach der Präsentation der Kawasaki 400 S3, der Öffentlichkeit vorgestellt und folgte der Nachfrage, vor allem in den USA, nach weniger leistungsstarken Maschinen. Im Jahr 2019 startete Kawasaki den Verkauf einer neu überarbeiteten Z400. Im Jahr 2020 und 2023 folgten ihr die Modelle Z400 2020 und Z400 2023.

## Modelle von 1973–1979

### Z400 D
Der Motor ist ein luftgekühlter Zweizylinder-Viertakt-Motor mit 398 cm³ Hubraum, kettengetriebener obenliegender Nockenwelle und Kick- wie auch Elektro-Starter. Er leistet 30 PS bei einer Drehzahl von 9000/min. Das Gemisch wird von zwei Keihin-Vergasern mit einem Durchlass von je 36 mm aufbereitet. Das Getriebe hat 5 Gänge. Die Antriebskraft wird vom Getriebe zum Hinterrad über eine Rollenkette übertragen. Vorn hat die Z 400 D eine 280-Millimeter-Scheibenbremse, hinten eine gestängebetätigte Trommelbremse. Der Tank fasst 14 Liter. Fahrfertig wiegt das Modell 187 kg. Die Maschine war in Blau oder Rot mit schwarzen und goldenen Zierstreifen erhältlich und wurde in Deutschland für 4600,00 DM angeboten.
Während die Z 400 D im Jahr 1975 kaum überarbeitet wurde, erschien das Nachfolgemodell (Z 400 D3) im Jahr 1976 mit einem überarbeiteten Motor. Die Kolbenbodenform wurde leicht angepasst und das Verdichtungsverhältnis stieg von 9,0 auf 9,4. Modifizierte Ansaugwege und eine optimierte Abgasführung ließen die Leistung des Motors auf 36 PS steigen. Die Höchstgeschwindigkeit lag bei rund 150 km/h, die Beschleunigung von 0 auf 100 km/h bei etwa 8 Sekunden.
Zusätzliche Änderungen waren ein abschließbarer Tankverschluss und eine akustische Blinkerkontrolle.
Im Jahr 1977 erschien das Modell mit einer neuen Lackierung, anderen Vergasern und einem geänderten Zündzeitpunkt. Die Leistung konnte wahlweise auf die in Deutschland für die Versicherung günstigen 27 PS gedrosselt werden.

### Z 400 B
Im Jahr 1978 erschien die Z 400 B mit einem geänderten Zylinderkopf, einem Sechsganggetriebe, einer in Nadeln gelagerten Hinterradschwinge und einem Seitenständer-Rückhol-Mechanismus. Die Breite des Vorderreifens wurde auf 3.00 statt 3.25 reduziert, hinten blieb ein Reifen in 3.50er Breite. Das Heck hatte jetzt den sogenannten markanten Entenbürzel. Auch dieses Modell konnte für den deutschen Markt gedrosselt werden. Die Lackierung war in Rot, Grün oder Kupfer erhältlich.

### Z 400 G
Im Jahr 1979 bot Kawasaki neben der Z 400 B mit Speichenrädern in den Farben Grün, Blau und Rot parallel die Z 400 G mit Leichtmetall-Gussrädern, gelochten Bremsscheiben und Sintermetall-Bremsbelägen an. Der Aufpreis für diese Version betrug 330,00 DM. Die Z 400 G war in Ebenholz und Dunkelrot erhältlich. Beide Modelle leisteten gedrosselt 27 PS bei einer Drehzahl von 7200/min.

## Modelle von 2019–2023

### Z400 2019
Im Jahr 2019 startete Kawasaki den Verkauf einer neu überarbeiteten Z400. Mit 45 PS ist sie speziell für die A2-Führerscheinklasse geeignet. Der Flüssigkeitsgekühlten Viertakt-Reihenzweizylindermotor mit einer Bohrung von 70, einem Hub von 51,8 mm und einem Hubraum von 399 cm³ an besitzt ein 6-Gang Getriebe und das Motorrad erreichte somit eine Höchstgeschwindigkeit von 180 km/h. Fahrfertig besitzt die Z400 ein Gewicht von 167 kg bei einem Tankinhalt von 14 Litern. Das Naked Bike wird von einem Gitterrohrrahmen getragen und die Radaufhängung vorne ist eine 41 mm breite Teleskopgabel. Sie besitzt den gleichen Motor wie die Kawasaki Ninja 400 von 2019. Die Z400 wurde in den Farben Grün und Rot angeboten und kostete ab Werk 5.595,00 €.

### Z400 2020
2020 folgte eine neue Version, die auf der Z400 von 2019 aufbaute und denselben Motor wie von der Ninja 400 2020 besaß. Ihr Preis lag bei 5.695,00 € bei den beiden Farbtypen Grün/Schwarz und Grau/Schwarz.

### Z400 2023
Im Jahr 2023 erschien eine neue Version der Z400, die allerdings fast identisch wie die Z400 2020 aufgebaut ist. Der einzige Unterschied besteht bei den CO2-Emissionen, den Farbtypen und dem Preis. Während die Z400 von 2020 noch 100 g/km erzeugte, entsteht bei dem neuen Typ von 2023 nur noch 91 g/km. Die Farbauswahl besteht zwischen Grün/Schwarz und Weiß/Schwarz mit roten Akzenten. Preislich wurde sie auf 6.445,00 € ab Werk angesetzt.